# Sin City (phim)
Sin City là một bộ phim hình sự sản xuất năm 2005, phim được viết, sản xuất và đạo diễn bởi Frank Miller và Robert Rodriguez. Phim dựa trên chuỗi truyện tranh cùng tên của Miller.

## Diễn viên
- Bruce Willis vai John Hartigan
- Jessica Alba vai Nancy Callahan
- Mickey Rourke vai Marv
- Clive Owen vai Dwight McCarthy
- Alexis Bledel vai Becky
- Devon Aoki vai Miho
- Jaime King vai Goldie/Wendy
- Brittany Murphy vai Shellie
- Josh Hartnett vai Sát Thủ (Salesman)

## Đánh giá
- Phim đứng thứ 100 trong Top 250 của Internet Movie Database